# Carnock
Carnock est un village situé dans le Fife, en Écosse. En 2020 la population de Carnock est estimée à 790 habitants.